# Korps-Abteilung H
Korps-Abteilung H was een provisorische eenheid van de Duitse Wehrmacht ter grootte van een divisie, die aan het oostfront werd gevormd tijdens de Tweede Wereldoorlog uit de resten van meerdere zwaar aangeslagen infanteriedivisies. De eenheid kwam in actie in Litouwen in de laatste fase van Operatie Bagration. Op 10 september 1944 werd de Korps-Abteilung weer omgedoopt in een reguliere infanteriedivisie.

## Geschiedenis

### Oprichting
Korps-Abteilung H werd opgericht op 22 juli 1944 bij Heeresgruppe Mitte. De Korps-Abteilung werd georganiseerd als Infanterie-Division neuer Art. De eenheid was samengesteld uit de resten van drie infanteriedivisies, die in de voorafgaande gevechten aan het oostfront zwaar waren aangeslagen. Deze Korps-Abteilung was samengesteld uit de resten van de 95e, 197e en 256e Infanteriedivisies. De staf was de voormalige staf was van de 197e Infanteriedivisie. De regimenten werden aangeduid als Divisions-Gruppen (divisiegroepen). De bataljons werden aangeduid als Regimentsgruppen (regimentsgroepen).

### Frontinzet
Al vanaf 19 juli was de Korps-Abteilung (eerst in wording), die noch goed gevormd was, noch goed op elkaar ingespeeld, ingezet op de rechtervleugel van het 9e Legerkorps, aanvankelijk nog zonder Divisiegroep 256. Op links was er aansluiting met de 252e Infanteriedivisie. Op 26 juli ging Siesikai verloren. Na verdere vijandelijke doorbraken werd de Divisiegroep 256 nu ook aan de Korps-Abteilung toegevoegd. Op 29 juli werd de Korps-Abteilung teruggedrongen naar de Nevėžis. In de nacht van 3 augustus drongen Sovjeteenheden diep door in de achterhoede en flank van de Korps-Abteilung. Op 4 augustus lanceerde het Rode Leger de verwachte grootschalige aanval op het hele front van het 3e Pantserleger. De Sovjets braken door ten zuiden en noordwesten van Ariogala in de sector van de Korps-Abteilung. Op 5 augustus werd het front van de Korps-Abteilung op de weg Ariogala - Juodaičių opnieuw doorbroken. Daarbij werd de Divisiegroep 256 uiteengedreven. Na de verovering van Raseiniai op 9 augustus kwam de Sovjetopmars voorlopig tot stilstand. De Korps-Abteilung kon zuidwestelijk van deze stad het front houden, o.a. omdat de aandacht iets noordelijker verlegd werd (Operatie Doppelkopf), en bleef daar de volgende maand.

### Het einde
De Korps-Abteilung H werd 10 september 1944 zuidwestelijk van Raseiniai omgedoopt in 95e Infanteriedivisie. De Divisiegroepen 95, 197 en 256 werden daarbij omgedoopt in resp. Grenadierregiment 278, 279 en 280.

## Samenstelling
- Staf Korps-Abteilung H (van 197e Infanteriedivisie)
- Divisionsgruppe 95 uit de staf van Grenadierregiment 279, Regimentsgruppe 278 (II./278) en 279 (I./279)
- Divisionsgruppe 197 uit de staf van Grenadierregiment 347, Regimentsgruppe 332 (II./332) en 347 (I./347)
- Divisionsgruppe 256 uit de staf van I./Grenadierregiment 456, Regimentsgruppe 456 (Stab 456) en 481 (Stab 481)
- Artillerieregiment 195 met I.-IV. Abt. (uit Stab 229 van de 197. ID, IV./195 en III./195 van de 95. ID, 11I./l 52 en I./58 van de 197. ID)
- Divisions-Füsilier-Bataillon 95 (uit Div.Füs.Btl. 195 van de 95e Infanteriedivisie)
- Panzerjäger-Abteilung 195 (uit Pz.Jäg.Abt. 197)
- Pionier-Bataillon 195 (uit Pionier-Bataillon 229 van de 197e Infanteriedivisie)
- Nachrichten-Abteilung 195 (uit Nachr.Abt. 229 van de 197e Infanteriedivisie)
- Feldersatz-Bataillon 195
- Nachschubtruppen 195

## Commandanten
| Rang   | Naam                   | Begin        | Eind              |
| ------ | ---------------------- | ------------ | ----------------- |
| Oberst | Joachim-Friedrich Lang | 22 juli 1944 | 10 september 1944 |

## Bovenliggende bevelslagen
| Legerkorps    | Leger          | Legergroep         | Plaats/regio       | Begin        | Eind              |
| ------------- | -------------- | ------------------ | ------------------ | ------------ | ----------------- |
| 9e Legerkorps | 3. Panzerarmee | Heeresgruppe Mitte | Litouwen, Koerland | 22 juli 1944 | 10 september 1944 |